# Puerto Rico ved sommer-OL 2024
Puerto Rico deltog i sommer-OL 2024 i Paris, Frankrig i perioden 26. juli til 11. august 2024.
Udøvere for Puerto Rico vandt to bronzemedaljer.

## Medaljer
| 2024 Paris  | Guld | Sølv | Bronze | Total |
| Puerto Rico | 0    | 0    | 2      | 2     |

### Medaljevinderne
| Puerto Rico under sommer-OL 2024 i Paris | Puerto Rico under sommer-OL 2024 i Paris | Puerto Rico under sommer-OL 2024 i Paris | Puerto Rico under sommer-OL 2024 i Paris | Puerto Rico under sommer-OL 2024 i Paris |
| Medalje                                  | Navn                                     | Sport                                    | Event                                    | Dato                                     |
| ---------------------------------------- | ---------------------------------------- | ---------------------------------------- | ---------------------------------------- | ---------------------------------------- |
| Bronze                                   | Jasmine Camacho-Quinn                    | Atletik                                  | Damernes 100 m hækkeløb                  | august 10                                |
| Bronze                                   | Sebastian Rivera                         | Brydning                                 | Mændenes 65 kg fristil                   | august 11                                |